# Förstakammarvalet i Sverige 1935
Förstakammarvalet i Sverige 1935 var ett val i Sverige till Sveriges riksdags första kammare. Valet hölls i den sjunde valkretsgruppen i september månad 1935 för mandatperioden 1936-1943.
Tre valkretsar utgjorde den sjunde valkretsgruppen: Kalmar läns och Gotlands läns valkrets (7 mandat), Skaraborgs läns valkrets (6 mandat) samt Kopparbergs läns valkrets (6 mandat). Ledamöterna utsågs av valmän från det landsting som valkretsarna motsvarade. För de städer som inte ingick i landsting var valmännen särskilda elektorer. Sjunde valkretsgruppen hade dock inga elektorer.
Ordinarie val till den sjunde valkretsgruppen hade senast ägt rum 1927.

## Valresultat
| Parti                | Parti                                    | Partiledare             | Röster | Röster | Mandatfördelning | Mandatfördelning |
| Parti                | Parti                                    | Partiledare             | Antal  | +−     | Antal            | +−               |
| -------------------- | ---------------------------------------- | ----------------------- | ------ | ------ | ---------------- | ---------------- |
|                      | Socialdemokraterna                       | Per Albin Hansson       | 70     | -6     | 8                | ▲3               |
|                      | Bondeförbundet                           | Axel Pehrsson-Bramstorp | 42     | +20    | 5                | ▲2               |
|                      | Allmänna valmansförbundet                | Arvid Lindman           | 42     | -16    | 5                | ▼2               |
|                      | Folkpartiet                              | Gustaf Andersson        | 18     | -2     | 1                | ▼3               |
|                      | Sveriges kommunistiska parti (Kilbomare) | Nils Flyg               | 2      | +2     | 0                | ▬                |
| Antal giltiga röster | Antal giltiga röster                     | Antal giltiga röster    | 174    | -2     | 19               |                  |

### Invalda riksdagsmän
Kalmar läns och Gotlands läns valkrets:
- Erik Anderson, h
- Axel Mannerskantz, h
- Gunnar Bodin, bf
- Arthur Heiding, bf
- Petrus Nilsson, bf
- Karl Magnusson, s
- Ruben Wagnsson, s

Skaraborgs läns valkrets:
- Fritiof Gustafsson, h
- Karl Johansson,  h
- Ernst Svensson i Eskhult, bf
- Viktor Egnell, bf
- Torsten Ström, s
- Helge Bäcklund, s

Kopparbergs läns valkrets:
- August Ernfors, h
- Emanuel Bjurström, fp
- Ivar Englund, s
- Ejnar Lindbärg, s
- Gunnar Myrdal, s
- Herman Smedh, s